# Syracuse 4A
O Syracuse 4A, também conhecido como Comsat-NG 1, é um satélite de comunicação geoestacionário militar francês construído pela Thales Alenia Space. Ele está localizado na posição orbital de 47 graus de longitude leste e é operado pelo Direction générale de l'armement (DGA) da França. O satélite foi baseado na plataforma Spacebus-Neo-100 e sua expectativa de vida útil é de 15 anos.

## História
E dezembro de 2015 foi assinado um contrato que abrange a construção e lançamento de dois satélites de comunicações militares para as forças armadas francesas denominados de Comsat NG, para substituir os satélites Syracuse 3A e 3B, lançados em 2005 e 2006, respectivamente. Este novo satélite entrou em serviço em 2021 e, disponibilizou à França um sistema de maior desempenho com novos serviços. Os dois satélites tem cargas úteis idênticas nas bandas Ka e X.

## Lançamento
O satélite foi lançado com sucesso ao espaço em 23 de outubro de 2021, por meio de um veículo Ariane 5 ECA+ a partir do Centro Espacial de Kourou, na Guiana Francesa, juntamente com o satélite SES-17. Ele tinha uma massa de lançamento de 3.852 quilogramas.